# Бахметьево (Клепиковский район)

## География
Находится в лесах в 15 км к северо-востоку от г. Спас-Клепики и в 13 км к северо-западу от пгт Тума, на берегу реки Совка (бассейн Оки).

## История
На данный момент река Совка пересохла из-за осушения болот.

## Население
| 1859 | 1955 | 2010 |
| 272  | 230  | 2    |